# SchuppenBoer
Schuppenboer is een Belgisch bier. Het wordt gebrouwen door Brouwerij Het Nest uit Turnhout.

## Achtergrond
Het bier werd in 2007 ontwikkeld in de eigen kleine brouwinstallatie van brouwerij Het Nest. Omdat het meteen positieve reacties uitlokte, werd besloten het vanaf 2008 in iets grotere hoeveelheden te brouwen bij Brouwerij Boelens te Belsele en werd het officieel gelanceerd. De brouwers wilden het bier op de markt brengen onder de naam Schuppe Zot, maar Brouwerij De Halve Maan diende meteen een klacht in omdat ze vonden dat de naam te veel gelijkenis vertoonde met hun bier Brugse Zot. Daarom werd de naam gewijzigd. De hoeveelheid die brouwerij Boelens kon produceren, volstond al snel niet meer om aan de vraag te voldoen. Daarom werd uitgeweken naar 't Hofbrouwerijke te Beerzel. Ook die capaciteit volstond niet. Vanaf april 2009 werd Schuppenboer dan gebrouwen bij de Scheldebrouwerij.
Sinds de zomer van 2015 beschikt Het Nest over een eigen brouwinstallatie van 30hl om aan de internationale vraag naar hun bieren te kunnen voldoen. 
De naam van het bier werd gekozen als verwijzing naar Turnhout, de thuisbasis van brouwerij Het Nest. Turnhout is de stad van de speelkaarten. Brouwerij Het Nest heeft intussen een aantal speelkaartbieren op de markt gebracht, maar Schuppenboer was hun allereerste. De naam is het dialect voor schoppen boer. Die staat dan ook afgebeeld op het etiket.
Op de website van de stad Turnhout wordt het bier aangeprezen als het allereerste streekbier van Turnhout.

## Het bier
Schuppenboer is een blonde tripel met een alcoholpercentage van 8,0% en een densiteit van 17,5° Plato. Naast de vaste bieringrediënten bevat het ook koriander.

## Prijzen

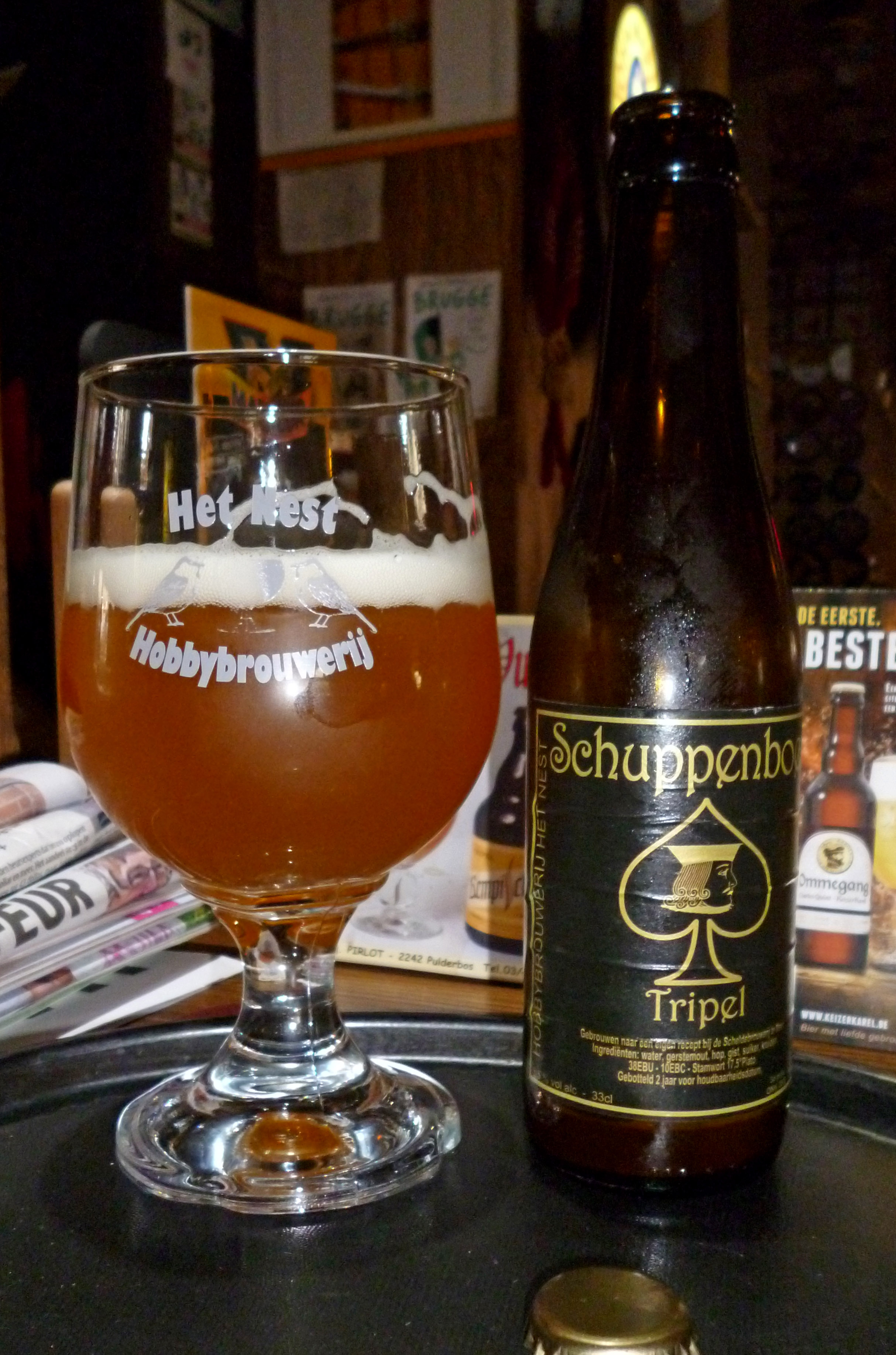
In 2008, nog voor de officiële lancering van het bier, won het onder de naam Bittere Tripel de derde prijs op het Open Nederlands Kampioenschap voor amateurbrouwers. Dit staat ook vermeld onderaan rechts op het etiket: “3e prijs ONK 2008”.